# Miss Giappone
Miss Giappone (ミス日本) è il titolo con il quale vengono identificate le rappresentanti del Giappone nei concorsi di bellezza internazionali. Esse sono selezionate attraverso una serie di concorsi nazionali: The Miss Japan Contest (ミス日本コンテスト?, Misu nippon kontesuto) (dal 1950), Miss Universo Giappone (dal 1998), Miss Terra Giappone (dal 2001).

## The Miss Japan Contest

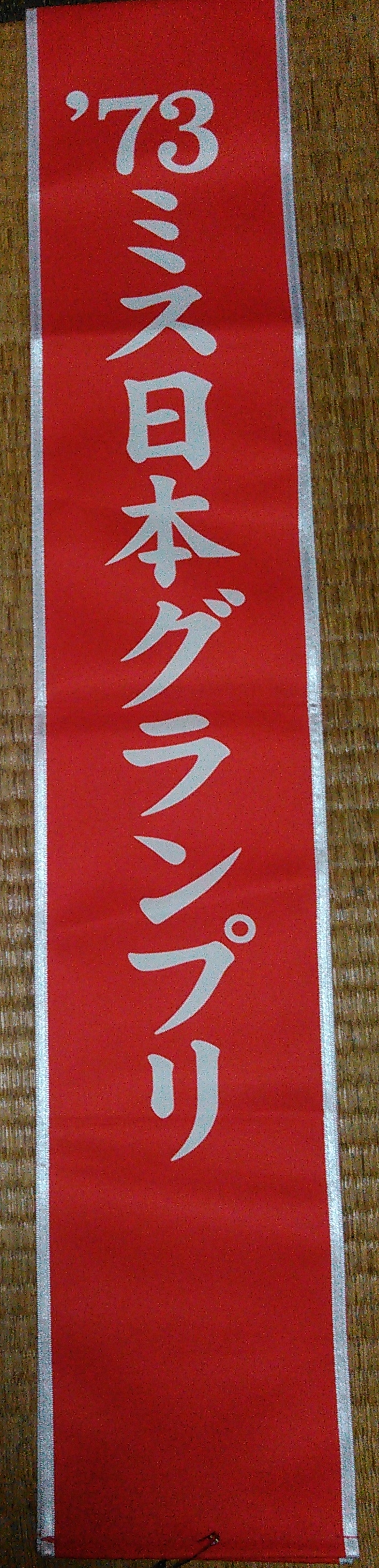
Sash_of_Miss_Nippon

| Anno | Vincitrice       | Provenienza      |
| ---- | ---------------- | ---------------- |
| 1950 | Fujiko Yamamoto  | Izumi            |
| 1968 | Noriko Suzuki    |                  |
| 1969 | Noriko Suzuki    |                  |
| 1970 | Sachiko Takeuchi |                  |
| 1971 | Yumiko Yoshimura |                  |
| 1972 | Chimomo Sakamoto |                  |
| 1973 | Mitsumi Hasegawa |                  |
| 1974 | Sawako Takubo    |                  |
| 1976 | Takami Asai      |                  |
| 1977 | Keiko Tezuka     |                  |
| 1978 | Yasue Enomoto    |                  |
| 1979 | Chikako Murata   |                  |
| 1980 | Junko Kuwabara   |                  |
| 1981 | Junko Kuwabara   |                  |
| 1982 | Fusako Minegishi |                  |
| 1983 | Yumi Yamaguchi   |                  |
| 1984 | Akiko Tsuneoka   |                  |
| 1985 | Satomi Nemoto    |                  |
| 1986 | Asami Nakamura   |                  |
| 1987 | Keiko Ibi        |                  |
| 1988 | Mika Tamai       | Saijō            |
| 1989 | Norie Sawamoto   |                  |
| 1990 | Tomomi Soma      |                  |
| 1991 | Emi Okamoto      |                  |
| 1992 | Norika Fujiwara  | Nishinomiya      |
| 1993 | Yoko Koiwai      |                  |
| 1994 | Naoko Matsuda    |                  |
| 1995 | Chihiro Nagai    |                  |
| 1996 | Miho Chikazawa   |                  |
| 1997 | Keiko Tamura     |                  |
| 1998 | Yoshiko Wada     |                  |
| 1999 | Yuri Komatsuda   |                  |
| 2000 | Saori Amakawa    | Kanagawa         |
| 2001 | Ruriko Yate      |                  |
| 2002 | Kumi Sano        | Fuji             |
| 2003 | Reiko Aisawa     | Isesaki          |
| 2004 | Yuriko Saga      | Kanazawa         |
| 2005 | Risa Kume        | Kakegawa         |
| 2006 | Rie Kokubo       | Atsugi, Kanagawa |
| 2007 | Mika Hagi        | Ishikawa         |
| 2008 | Eri Suzuki       | Tokyo            |
| 2009 | Marino Miyata    | Tokyo            |
| 2010 | Mina Hayashi     | Tokyo            |
| 2011 | Marie Yanaka     | Tokyo            |
| 2012 | Takako Arai      | Osaka            |

## Miss Universo Giappone
| Anno | Vincitrice      | Provenienza       | Piazzamento a Miss Universo          |
| ---- | --------------- | ----------------- | ------------------------------------ |
| 2015 | Ariana Miyamoto | Nagasaki          |                                      |
| 2013 | Yukimi Matsuo   | Prefettura di Mie | Best National Costume (5ª)           |
| 2012 | Ayako Hara      | Sendai            |                                      |
| 2011 | Maria Kamiyama  | Osaka             |                                      |
| 2010 | Maiko Itai      | Ōita              |                                      |
| 2009 | Emiri Miyasaka  | Tokyo             |                                      |
| 2008 | Hiroko Mima     | Tokushima         | Top 15                               |
| 2007 | Riyo Mori       | Shizuoka          | Vincitrice                           |
| 2007 | Akiko Chubachi  | Tokyo             | (Miss Universo Giappone alternativa) |
| 2006 | Kurara Chibana  | Okinawa           | 2ª classificata                      |
| 2005 | Yukari Kuzuya   | Ichinomiya        |                                      |
| 2004 | Eri Machimoto   | Hiroshima         |                                      |
| 2003 | Miyako Miyazaki | Kumamoto          | 5ª classificata                      |
| 2002 | Mina Chiba      | Tokyo             |                                      |
| 2001 | Misao Arauchi   | Tokyo             |                                      |
| 2000 | Mayu Endo       | Tokyo             | Top 15                               |
| 1999 | Satomi Ogawa    | Saitama           |                                      |
| 1998 | Nana Okumura    | Tokyo             |                                      |

## Miss Terra Giappone
| Anno | Vincitrice      | Provenienza | Piazzamento a Miss Terra |
| ---- | --------------- | ----------- | ------------------------ |
| 2001 | Misuzu Hirayama |             | Miss Friendship          |
| 2003 | Asami Saito     |             |                          |
| 2005 | Emi Suzuki      |             |                          |
| 2006 | Noriko Ohno     |             |                          |
| 2007 | Ryoko Tominaga  |             |                          |
| 2008 | Akemi Fukumura  |             |                          |
| 2009 | Tomomi Takada   |             |                          |